# هارولد اورت (بازیکن فوتبال)
هارولد اورت (انگلیسی: Harold Everett؛ 9 June 1922 – ۲۰۰۰ (۷۷−۷۸ سال)) بازیکن فوتبال بود.
از باشگاه‌هایی که در آن بازی کرده‌است می‌توان به باشگاه فوتبال منزفیلد تاون اشاره کرد.